# ヴィクトリア・オブ・ザ・ユナイテッド・キングダム (1868-1935)
ヴィクトリア・オブ・ザ・ユナイテッド・キングダム（Princess Victoria of the United Kingdom, 1868年7月6日 - 1935年12月3日）は、イギリスの王女。エドワード7世王とアレクサンドラ王妃の間の次女。家族内の愛称はトリア（Toria）。

## 前半生

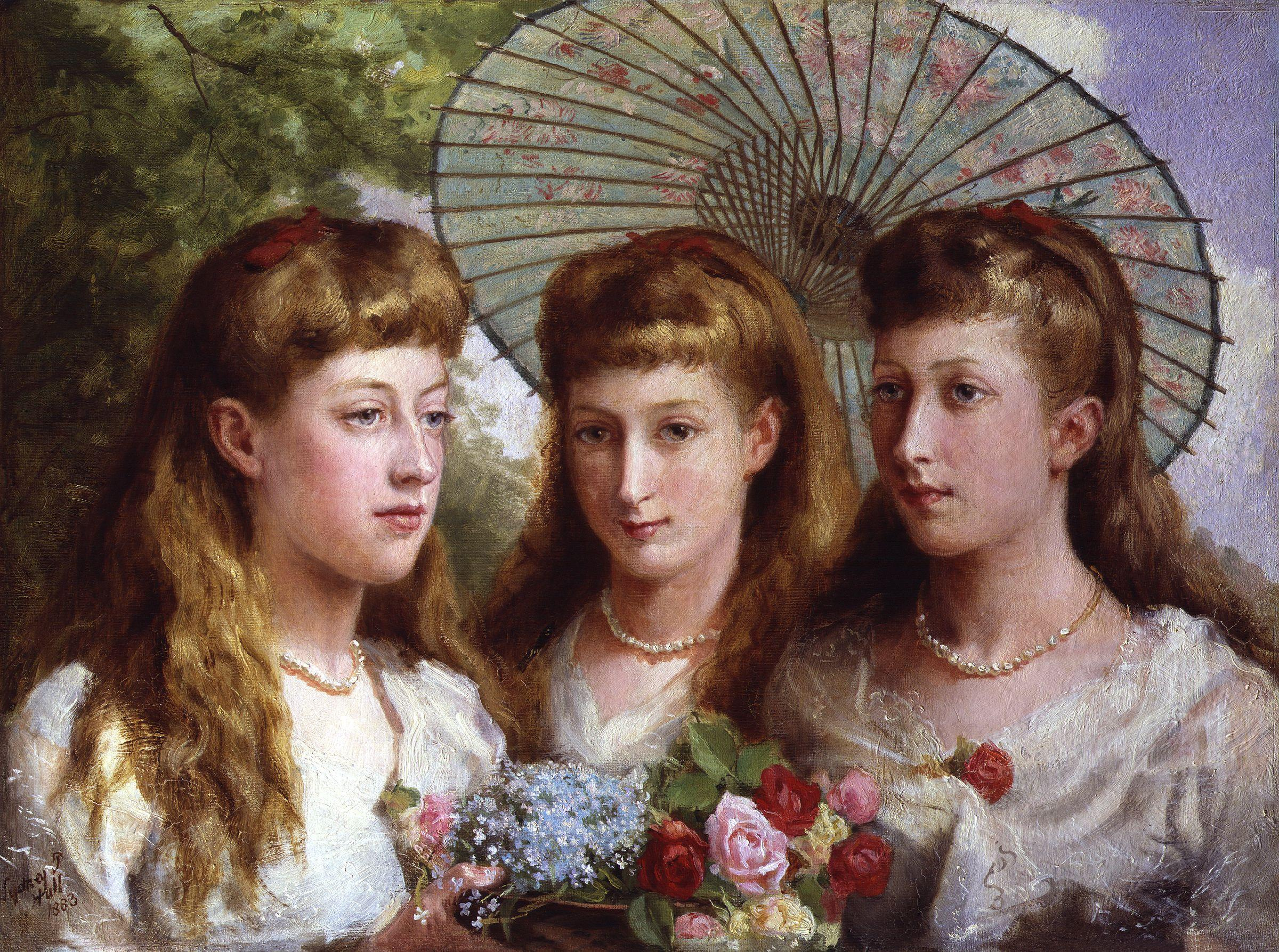
10代の頃のヴィクトリア（左）と妹モード（左）、姉ルイーズ（右）の肖像、S・P・ホール画、1883年

当時はウェールズ公夫妻であった両親の第4子・次女として、王室所有のマールバラ・ハウスで誕生。家族・親族内ではトリアの愛称で知られた。誕生時点で在位中の英国君主の男系女孫としてウェールズ公女（Her Royal Highness Princess Victoria of Wales）の称号及び王家の殿下の敬称を付与された。誕生1か月後の8月6日にロンドン主教アーチボルド・テートの司式による洗礼式がマールバラ・ハウスで行われている。正式な洗礼名はヴィクトリア・アレクサンドラ・オルガ・メアリー（Victoria Alexandra Olga Mary）となった。
1885年、一番年若い父方叔母ビアトリスとバッテンベルク公子ハインリヒの結婚式でブライズメイドを任された。また1893年の兄ヨーク公（後のジョージ5世王）とメアリー・オブ・テックの結婚式でもブライズメイドを務めている。
ヴィクトリアは姉妹と一緒に家庭内で教育を受けた。王女たちは両親の殿邸であったマールバラ・ハウス及びサンドリンガム・ハウスで、家庭教師たちの監督・指導の下に育った。王女たちは数年に1度、夏を母の生国デンマークで過ごした。少女時代のヴィクトリアは「活発で手に負えない娘で…大人びて、背が高く、気品が備わっていた。優れたユーモアの持ち主、誰とでも友達になれる人でもあった。強い印象を与える大きな青い両目は、彼女が紛れもなく高貴な生まれであることを、はっきりと物語っていた」。ヴィクトリアは乗馬、サイクリング、読書、音楽鑑賞やダンスを好んだ。特に写真には情熱を傾け、家族・親族を自ら撮影したアルバムは数冊分に及び、王女の写真は複数の展覧会で展示されている。またヴィクトリアは動物好きで、サム（Sam）、マッス（Mas）、パンチー（Punchy）と名付けた3頭の犬を飼っていた。6年ほど1羽の人なれした鳩を飼っていたこともあり、そのあいだ彼女は鳩を小さな籠に入れて散歩や旅行などに連れまわした。
ヴィクトリアはロシアやギリシャに住む母方のいとこたちと親しく付き合った。同い年の従兄弟のロシア皇太子ニコライ（後の皇帝ニコライ2世）は、一時期ヴィクトリアに恋していた。ニコライは彼女の生真面目さ、完璧主義、そして「男まさりの知性（"unfeminine mind"）」を称賛した。皇太子は親友で後に妹婿となるアレクサンドル・ミハイロヴィチ大公に語っている、「彼女は本当に奇跡といえる存在なんだ。彼女の魂のいと深き所に触れることができれば、君にも彼女の人徳と能力のすごさが分かるんだがな。彼女のものの見方って最初は難しくて、大抵のやつは理解できないんだが、この難解さが僕にとっては特別な魅力で、これを説明するのは難しいんだよ」。ヴィクトリアは件のアレクサンドル・ミハイロヴィチ大公のほか、ロシア皇太子の弟で10歳も年下のミハイル・アレクサンドロヴィチ大公をも魅了した。
ヴィクトリアの他の花婿候補としては、やはり母方従弟のデンマーク王太子クリスチャン（後のクリスチャン10世）がいたが、両親の反対もあって彼女は王太子の求婚を拒んだ（後にヴィクトリアの妹モードとクリスチャンの弟カール・後のノルウェー国王ホーコン7世が結婚した）。求婚者の中にはポルトガル王太子カルルシュ（後のカルルシュ1世）もいたが、彼は結婚の条件にカトリックへの改宗を求めたため、両親の肯ずるところとならなかった。年長の友人で男やもめの政治家ローズベリー伯爵が王女の気を引こうとしたことがあったが、相手にされなかった。ヴィクトリアは生涯結婚せず、母王妃も独身者として生きる娘の決意を尊重したとされる。
ヴィクトリアは当時の一般的な独身成人女性と同じように、公私にわたり両親と強く結びついていた。王女は両親とともに各種の行事や典礼に出席し、私生活でも両親を支えた。従妹の1人であるロシアのオリガ・アレクサンドロヴナ大公女は回想録の中で、ヴィクトリアのことを「とても気の毒に思っていた」と告白している。それはヴィクトリアの家族内での立ち位置が「母親にとって都合のよい侍女」のように見えたからであるとし、彼女が母親の反対を受けることに対するためらいから結婚しないままだったのではないかと推測する。「私には［母親に対する］反抗心がありましたが、トリアにはそれがありませんでした」。
ヴィクトリアはまた両親と同じくらい兄ジョージ5世王と強い絆で結ばれ、生涯にわたってお互いを支えとした。2人は性格がよく似ており、笑いのツボまで同じであった。1935年の年の瀬のヴィクトリアの死は、その1か月後の死期が迫っていたジョージ王を打ちのめした、「毎日の［妹との］電話がどれほど励ましになったか。誰も妹の代わりになどならん」。ヴィクトリアは兄の妻メアリー王妃のことは「面白味のかけらもない（"terribly boring"） 」人だと思っており、両者は性格や成育環境、興味関心の違いなどから、疎遠だった。

## 後半生

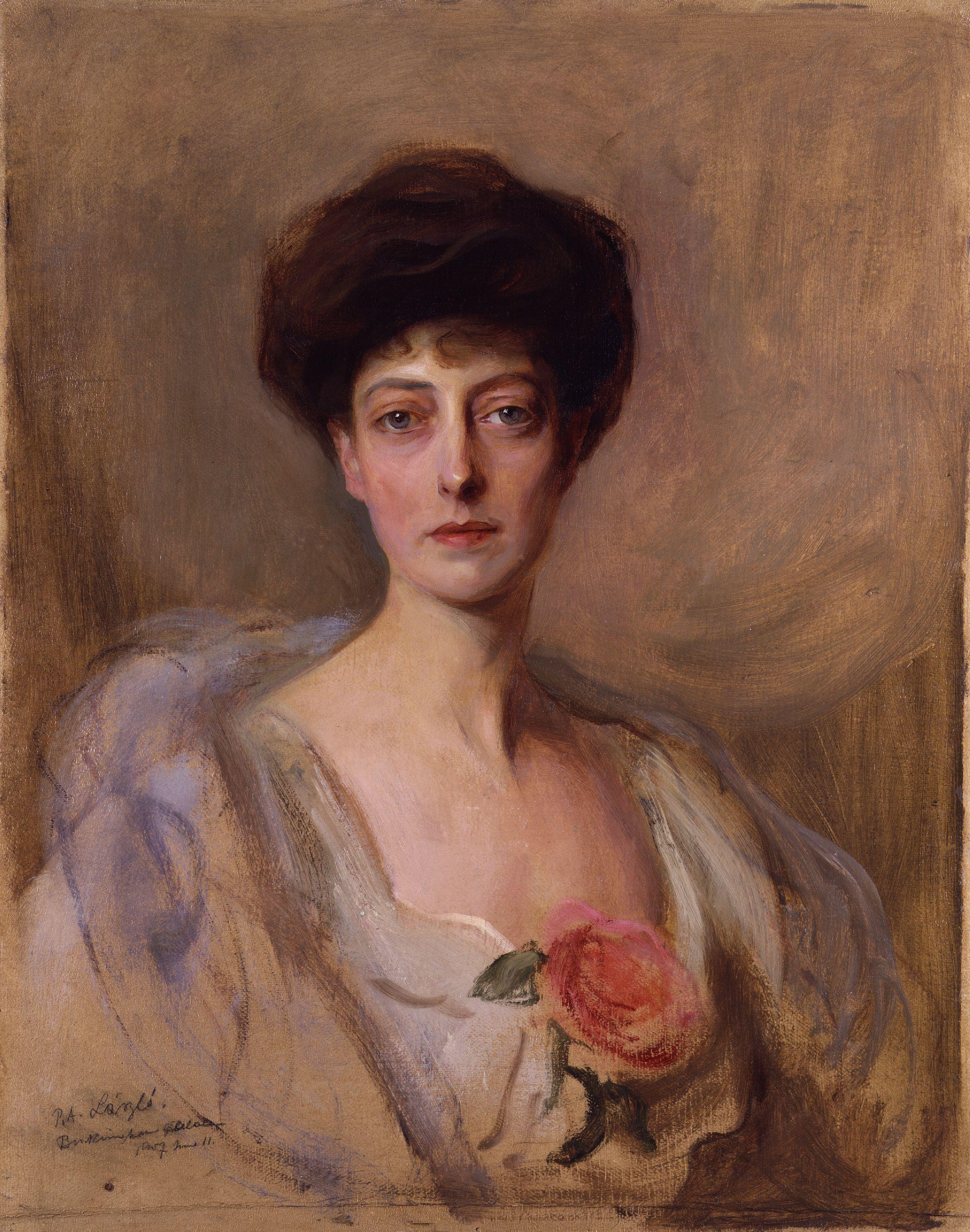
フィリップ・ド・ラースローによる肖像画、1907年

1905年3月22日から24日にかけ、ヴィクトリアは母王妃、妹モードとその夫のデンマーク王子カール（後のノルウェー王ホーコン7世）とともに、王室ヨット「ヴィクトリア&アルバート」に乗り、ポルトガルを公式に表敬訪問した。この外交ミッションは前年のポルトガル王の英国表敬訪問に対する返礼であった。到着初日、ヴィクトリアは体調不良のためヨット滞船を余儀なくされ、他の3人がポルトガル王室と交流した。二日目には回復し、4人でポルトガル国王一家と対面、予定通り帰路についている。
父エドワード7世崩（1910年）後も、ヴィクトリアは母親の庇護下に置かれたままだった。王太后アレクサンドラはうつ病と失聴に苦しみ、ヴィクトリアが母親の公私両面を常に付き従って支えた。王太后が自分の名を冠したチャリティーイベントアレグザンドラ・ローズ・デーに出席できなくなると、代わりにヴィクトリアと姉ルイーズが参加したが、ヴィクトリアは日記に「愛するママなしであの場に出席するのは最悪の気分だった」と記している。第一次世界大戦中、兄ジョージ5世が国民の反独感情を慮って王室の家名をウィンザー家に改めた時も、ヴィクトリアはこの決定を支持している。

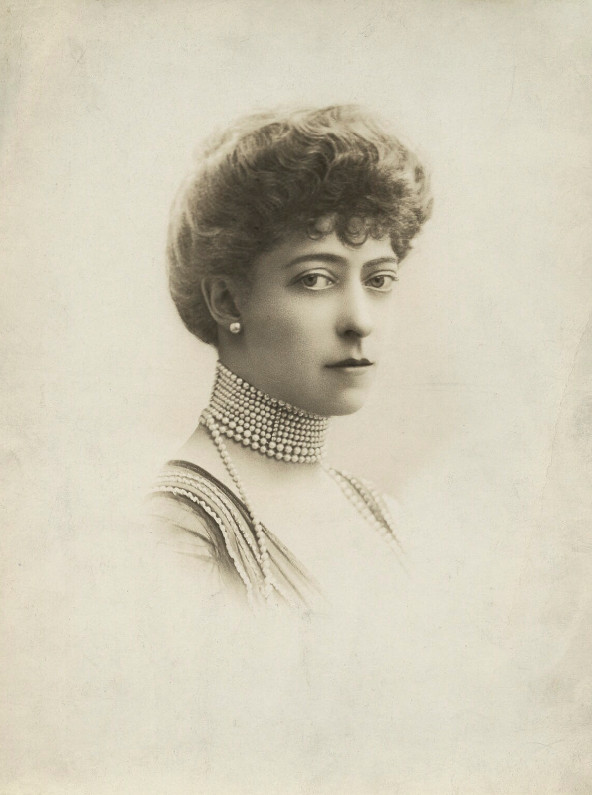
ヴィクトリア、1917年

1925年の母王太后の死後、ヴィクトリアはウィンザー城に程近いコピンズ（バッキンガムシャー州アイヴァー村内）の城館に移り、ここを終の棲家と定めた。ヴィクトリアはコピンズで音楽鑑賞とガーデニングを楽しんだほか、地域社会の課題処理への参加などに精を出した。ヴィクトリアは若手女性チェロ奏者ビアトリス・ハリスン、及び同じく音楽の専門教育を受けたその姉妹メイ、マーガレットの後援者（パトロン）となり、ハリスンに最高級品であるグァルネリのチェロ（ピエトロ2世・グァルネリの1739年製）を買い与えた。ヴィクトリアは定期的にハリスン姉妹を自邸コピンズやサンドリンガムに呼び寄せ、また姉妹を伴ってウィグモア・ホールの演奏会に出席した。また王女は1928年8月、グラモフォン・カンパニーにプライベートなレコーディングを複数回依頼している。このレコーディングは、ヴィクトリアがピアノ、ビアトリス・ハリスンがチェロ、メイ・ハリスンがヴァイオリンを担当した三重奏であり、ヴィクトリアのピアノ奏者としての腕前は寛大に言ってもまちまちの評価（mixed reviews）であったにもかかわらず、ずっと後になって商業販売されている。
ヴィクトリアの友人にはマスグレイヴ準男爵一家、元首相ローズベリー伯爵、母王太后の元女官ヴァイオレット・ヴィヴィアンなどがいた。レディ・マスグレイヴはヴィクトリアの生涯の友人で女官であった。また王女はヴィヴィアンがアングルシー島北西端の村ケマイスに庭園を建設する事業を援助している。
ヴィクトリアは1935年12月3日早朝に自邸コピンズで息を引き取った。死の数か月前から体調を崩しており、12月1日の大量出血が死に直結した。王女の訃報を受けて12月3日に予定されていた国会開会宣言のセレモニーは中止となり、大法官が国会議員たちに対し、前もって用意されていた国王のスピーチ文を代読するに留めた。
王女の葬儀は1935年12月7日ウィンザー城内セントジョージ礼拝堂にて執り行われ、遺骸は堂内に安置された。遺骸は1936年1月8日、フロッグモアの王室墓地に改葬されている。ジョージ5世は病を忍て最愛の妹の葬儀に参列したが、国王の侍医は王の健康状態を心配し、王女の葬儀を短縮するよう求めたものの聞き入れられなかった。国王がこの葬儀の直後に具合を悪くし、翌月帰らぬ人となると、王の死因は妹の葬儀に長時間出席したためだと言われた。
ヴィクトリアの遺言状は1936年ロンドンにて開封され、王女の資産は当時23万7455ポンドと見積もられた（物価上昇率を差し引いて2022年時点で換算すると1170万ポンド）。

## 引用・脚注
1. ↑  Basford, Elisabeth (5 February 2021). Princess Mary: The First Modern Princess. The History Press. p. 168. ISBN 9780750997003
2. 1 2 3 4 5 6 7  Dimond, Frances (2004). "Oxford Dictionary National Biography". Oxford Dictionary of National Biography (英語) (online ed.). Oxford University Press. doi:10.1093/ref:odnb/36655。 (要購読、またはイギリス公立図書館への会員加入。)
3. ↑  Eilers 1987, p. 176.
4. 1 2  Weir 2008, p. 320.
5. ↑  代父母となったのは、ヴィクトリア女王（父方の祖母）、ロシア皇帝アレクサンドル2世、ロシア皇太子アレクサンドル・アレクサンドロヴィチ（母方の義叔父）、コノート公爵アーサー（父方の叔父）、ヘッセン大公子ルートヴィヒ（父方の義叔父）、ヘッセン＝カッセル＝ルンペンハイム方伯フリードリヒ3世、ギリシャ王妃オルガ（母方の義叔母）、デンマーク王妃カロリーネ・アマーリエ、メクレンブルク＝シュトレーリッツ大公妃マリー、テック公妃メアリー・アデレード、アンハルト＝デッサウ公子妃マリー。
6. ↑  “Prince and Princess Henry of Battenberg with their bridesmaids and others on their wedding day” (英語).   National Portrain Gallery. 2022年4月17日閲覧。
7. ↑  “The Duke and Duchess of York and Bridesmaids” (英語).   National Portrain Gallery. 2022年4月17日閲覧。
8. 1 2  Bokhanov 2008, p. 79.
9. ↑  Vorres, Ian (1965). The last grand duchess: Her Imperial Highness Grand Duchess Olga Alexandrovna 1 June 1882–24 November 1960. Charles Scribner's Sons. p. 39
10. ↑  Gore 1941, p. 436.
11. ↑  Pope-Hennessy 1959, p. 279.
12. ↑  Nobre 2002, p. 122.
13. ↑  Nobre 2002, p. 124.
14. ↑  Nobre 2002, p. 125.
15. ↑  Nicolson 1952, p. 310.
16. ↑  “Pietro Guarneri of Venice, Cello, Venice, c. 1739, the 'Beatrice Harrison'”.   Tarisio. 2022年4月17日閲覧。
17. 1 2 3  “The nightingale sings again - the life, career, and recordings of Beatrice Harrison”. 2022年4月17日閲覧。
18. ↑  The Harrison Sisters Issue, The Delius Society Journal
19. ↑  Recordings (1928年8月25日). “Concerto for cello and orchestra. Adagio ; Salut d'amour [sound recording] in SearchWorks catalog”.   Searchworks.stanford.edu. 2022年4月17日閲覧。
20. ↑  “Elgar Remastered” (英語). www.classical-music.com. 2024年7月31日閲覧。 “Among the many appetising miniatures, perhaps the best is the performance of the Cello Concerto’s slow movement by Beatrice Harrison with piano accompaniment from Princess Victoria – HRH’s contribution not blemish-free, but very touching.”
21. ↑  “The Harrison Sisters An English Musical Heritage” (英語). Gramophone. 2024年7月31日閲覧。 “Truth to tell, the royal playing is almost comically inept and Princess Victoria is brought back from a wrong turning in Salut d'amour in an amusingly adroit fashion by her string-playing colleagues.”
22. ↑  （ハートリー・カースルの）第12代マスグレイヴ準男爵サー・リチャード・マスグレイヴの妻で、第5代サフィールド男爵（英語版）の七女であるエリノア・ハーバード（1868年 - 1936年）。
23. ↑  Vickers, Hugo (31 March 2013). Elizabeth, the Queen Mother. Random House. ISBN 9781448150724
24. ↑  Princess Victoria Dead: Sister of King George Owing to the lateness of the hour when the cancellation was decided, the only course was to broadcast the news by wireless.
25. ↑  Vickers, Hugo (31 March 2013). Elizabeth, the Queen Mother. Random House. ISBN 9781448150724
26. ↑  “£187m of Windsor family wealth hidden in secret royal wills” (英語). The Guardian (2022年7月18日). 2022年7月19日閲覧。